# Hoagland (Indiana)
Hoagland est une census-designated place située dans le comté d'Allen, dans l’État de l'Indiana, aux États-Unis. Lors du recensement de 2020, elle compte 824 habitants.